# Rhynchina angulifascia
Rhynchina angulifascia är en fjärilsart som beskrevs av Moore 1882. Rhynchina angulifascia ingår i släktet Rhynchina och familjen nattflyn. Inga underarter finns listade.